# Hydractinia kaffraria
Hydractinia kaffraria is een hydroïdpoliep uit de familie Hydractiniidae. De poliep komt uit het geslacht Hydractinia. Hydractinia kaffraria werd in 1955 voor het eerst wetenschappelijk beschreven door Millard. 